# Callum Hudson-Odoi
Callum James Hudson-Odoi (sinh ngày 7 tháng 11 năm 2000) là cầu thủ bóng đá người Anh thi đấu ở vị trí tiền vệ cánh cho câu lạc bộ Nottingham Forest.
Hudson-Odoi trưởng thành từ học viện đào tạo trẻ của Chelsea. Tháng 1 năm 2018, Hudson-Odoi có trận đấu đầu tiên cho đội một Chelsea. Vào năm 2019, Hudson-Odoi cùng Chelsea vô địch UEFA Europa League và lọt vào vị trí thứ 3 trong Bảng xếp hạng "Cầu thủ trẻ xuất sắc nhất năm" (NxGn 2019) của tạp chí GOAL. Anh rời Chelsea sau 16 năm gắn bó vào tháng 9 năm 2023 để chuyển đến Nottingham Forest.
Hudson-Odoi từng là thành viên các đội trẻ Anh từ cấp độ U-16. Năm 2017, anh là thành viên đội tuyển U-17 Anh vô địch Giải vô địch bóng đá U-17 thế giới. Tháng 3 năm 2019, anh trở thành cầu thủ trẻ nhất từng ra sân trong một trận cầu chính thức của đội tuyển Anh.

## Sự nghiệp câu lạc bộ

### Chelsea

#### Đội trẻ Chelsea
Hudson-Odoi gia nhập Chelsea vào năm 2007 và là thành viên của đội trẻ Chelsea vô địch FA Youth Cup trong hai mùa giải 2016-17 và 2017-18. Trong mùa giải 2017-18, anh cùng đội U-21 Chelsea vào đến bán kết Football League Trophy với cá nhân Hudson-Odoi có 4 bàn thắng. 
 
Ngày 28 tháng 1 năm 2018, Hudson-Odoi có trận đấu chính thức đầu tiên cho đội một Chelsea trong trận đấu tại Cúp FA với Newcastle United khi vào sân từ ghế dự bị lúc Chelsea đã dẫn trước 3–0. Ba ngày sau đó, anh có trận đấu đầu tiên tại Premier League khi Chelsea gặp AFC Bournemouth và ở 17 tuổi 84 ngày, Hudson-Odoi trở thành cầu thủ trẻ thứ hai trong lịch sử Chelsea có trận ra mắt tại Premier League.

#### 2018-19
Tân huấn luyện viên của Chelsea Maurizio Sarri xác nhận đầu mùa giải 2018–19 sẽ để Hudson-Odoi thi đấu ở đội một Chelsea trong mùa giải mới. Ngày 5 tháng 8 năm 2018, Hudson-Odoi có trận đấu đầu tiên trong mùa giải mới khi vào sân ngay từ đầu ở trận thua 2-0 trước Manchester City tại Siêu cúp Anh 2018. Anh có trận đấu đầu tiên tại đấu trường Châu Âu khi vào sân ở phút 60 trận đấu vòng bảng UEFA Europa League 2018-19 với FC BATE Borisov vào ngày 25 tháng 10. Sau đó vào ngày 29 tháng 11, trong lần đầu tiên được đá chính tại Europa League, anh có được bàn thắng đầu tiên cho đội một Chelsea trong chiến thắng 4-0 trước PAOK.
Ngày 5 tháng 1 năm 2019, trong trận đấu mở màn của Chelsea tại đấu trường Cúp FA năm 2019 với Nottingham Forest, Hudson-Odoi là người kiến tạo trong cả hai bàn thắng của Álvaro Morata giúp Chelsea giành thắng lợi 2-0. Trong kỳ chuyển nhượng mùa đông 2019, Chelsea đã nhiều lần nhận được đề nghị mua Hudson-Odoi từ Bayern München với giá chuyển nhượng đề nghị cao nhất 35 triệu £. Đến ngày 26 tháng 1 năm 2019, Hudson-Odoi gửi yêu cầu chuyển nhượng cho Chelsea để có cơ hội được ra sân nhiều hơn ở đội bóng mới. Một ngày sau đó, anh được huấn luyện viên Sarri cho đá chính trong trận đấu tại Cúp FA với Sheffield Wednesday. Hudson-Odoi thi đấu trọn vẹn cả trận và là người ghi bàn nâng tỉ số lên 2-0 trong chiến thắng 3-0. Hai ngày sau đó, huấn luyện viên Sarri xác nhận Hudson-Odoi sẽ tiếp tục gắn bó với Chelsea sau khi câu lạc bộ này đã từ chối mức giá 35 triệu £ mà Bayern München đưa ra.
Ngày 21 tháng 2, Hudson-Odoi ghi bàn thắng ấn định chiến thắng 3-0 trước Malmö FF. Chelsea giành chiến thắng 5-1 sau hai lượt trận để gặp Dynamo Kiev tại vòng 1/8 Europa League. Hudson-Odoi sau đó ghi bàn trong cả hai lượt trận đi về đối đầu Kiev trong chiến thắng chung cuộc 8-0 của Chelsea (3-0 ở lượt đi và 5-0 ở lượt về). Ngày 3 tháng 4 năm 2019, anh lần đầu tiên được vào sân ngay từ đầu tại Premier League và là người có đường chuyền để Olivier Giroud ghi bàn mở tỉ số trong chiến thắng 3-0 của Chelsea trước Brighton. Ngày 22 tháng 4, Hudson-Odoi phải rời sân ngay trong hiệp 1 trận đấu với Burnley tại Premier League với chấn thương đứt gân Achilles và chấn thương này cũng khiến anh phải nghỉ thi đấu trong giai đoạn còn lại của mùa giải.

#### 2019-20

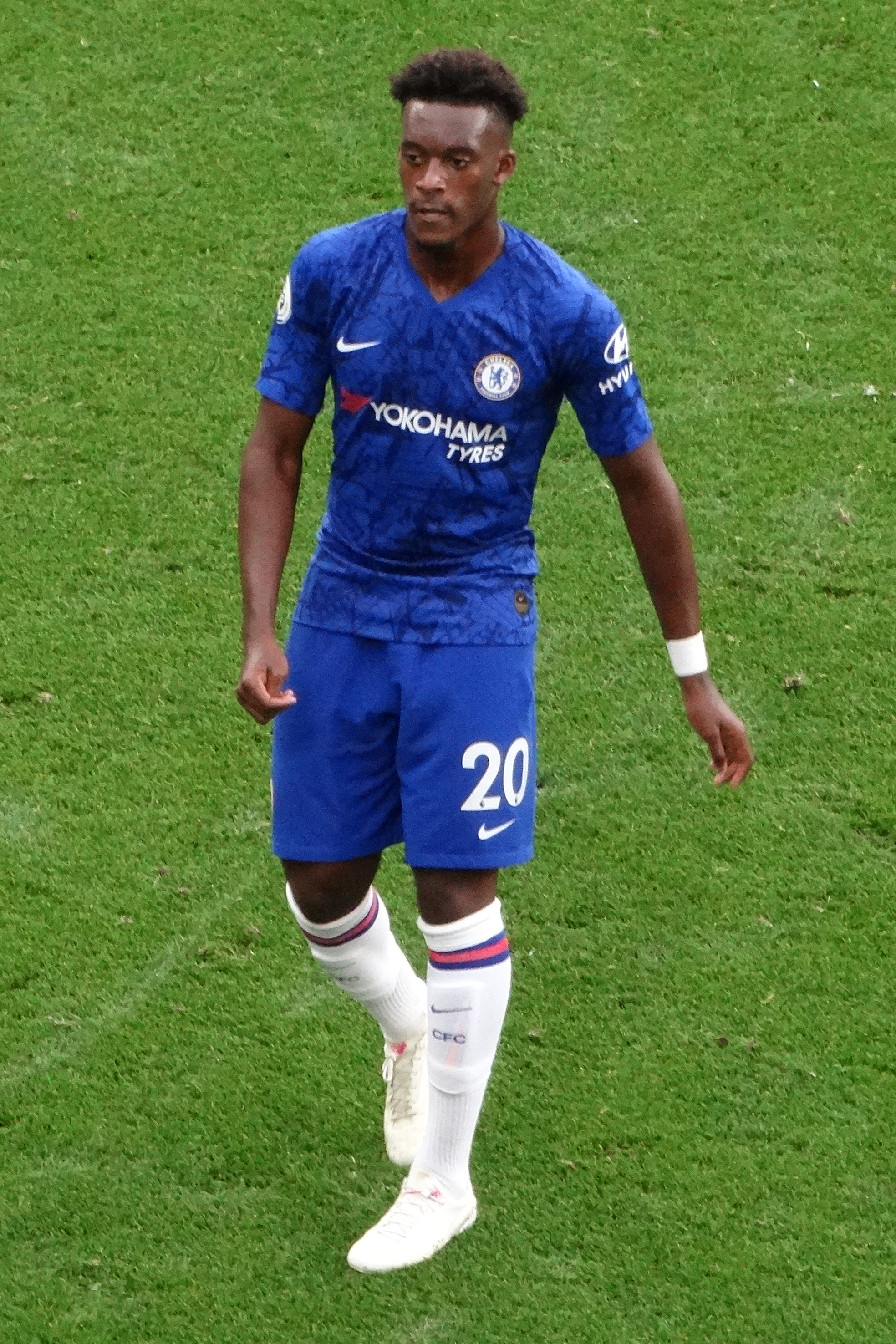
Hudson-Odoi thi đấu cho Chelsea vào năm 2019

Trong mùa hè năm 2019, Hudson-Odoi tiếp tục được Bayern München theo đuổi nhưng Chelsea lại một lần nữa từ chối đề nghị của đội bóng Đức. Ngày 20 tháng 9 năm 2019, anh ký hợp đồng mới có thời hạn 5 năm với Chelsea cùng mức lương 120.000 £/tuần. Năm ngày sau đó, anh có trận đá chính đầu tiên kể từ tháng 4 năm 2019 trong chiến thắng 7-1 trước Grimsby Town tại vòng 3 Cúp EFL 2019-20 và có được một pha lập công. Vào sân từ ghê dự bị trong trận đấu với Brighton ngày 28 tháng 9 tại Ngoại hạng Anh, Hudson-Odoi có đường chuyền để Willian ấn định tỷ số 2-0 cho Chelsea.
Ngày 5 tháng 1 năm 2020, Hudson-Odoi là người mở tỉ số cho Chelsea trong trận đấu vòng 3 Cúp FA 2019–20 với Nottingham Forest. Ngày 11 tháng 1, anh có bàn thắng đầu tiên trong sự nghiệp tại Premier League với pha đệm bóng cận thành ấn định chiến thắng 3–0 của Chelsea trước Burnley. Hudson-Odoi có mùa bóng 2019-20 dưới thời huấn luyện viên Frank Lampard không mấy thành công khi chỉ có 7 lần ra sân từ đầu tại Giải ngoại hạng Anh, ghi được 1 bàn thắng và có 5 kiến tạo.

#### 2020-21
Ngày 26 tháng 9 năm 2020, Hudson-Odoi có pha lập công đầu tiên trong mùa giải mới với pha ghi bàn rút ngắn tỉ số xuống còn 2-3 cho Chelsea, giúp Chelsea giành lại được 1 điểm chung cuộc sau khi đã bị West Bromwich dẫn trước đến 3-0 sau khi hiệp 1 kết thúc. Một tháng sau đó, anh có bàn thắng đầu tiên trong sự nghiệp tại đấu trường UEFA Champions League, ghi bàn mở tỉ số trong chiến thắng 4–0 trước Krasnodar. Đến lượt trận thứ 4 vòng bảng Champions League, Hudson-Odoi tiếp tục là người mở tỉ số trận đấu Chelsea hạ Rennes 2-1 để giành quyền vượt qua vòng bảng.
Trong trận đấu trên sân Stamford Bridge ở vòng 17 Ngoại hạng Anh ngày 3 tháng 1 năm 2021, Hudson-Odoi vào sân từ ghế dự bị trở thành cầu thủ Chelsea đầu tiên ghi bàn trong năm 2021 trong thất bại 1-3 trước Manchester City. Một tuần sau đó, anh tiếp tục lập công trong chiến thắng 4-0 trước Morecambe tại vòng 3 Cúp FA 2020-21. Sau khi Lampard bị sa thải và Thomas Tuchel tiếp quản ghế huấn luyện viên trưởng tại Chelsea, Hudson-Odoi được đá chính ngay trong trận đầu tiên dưới thời Tuchel hòa Wolverhampton 0-0 và đến trận tiếp theo gặp Burnley, anh là người kiến tạo cho César Azpilicueta ghi bàn thắng đầu tiên cho Chelsea dưới thời Tuchel. Kể từ khi Tuchel đến, anh đã được thử nghiệm trong vai trò hậu vệ cánh ở sơ đồ 3-4-3.
Ngày 20 tháng 2 năm 2021, Hudson-Odoi được tung vào sân đầu hiệp 2 thay cho Tammy Abraham trong trận đấu với Southampton tại Premier League nhưng chỉ 30 phút sau ông rút anh ra dù không chấn thương gì và thay bằng Hakim Ziyech. Tuchel lý giải rằng “Chúng tôi đưa Hudson-Odoi vào sân và kỳ vọng nhiều ở cậu ta. Thế nhưng, tôi không hài lòng với thái độ, năng lượng cũng như khả năng thoát pressing của cậu ta. Chúng tôi quyết định loại bỏ cậu ta vì chúng tôi mong đợi nhiều hơn”. Tuy nhiên Tuchel đã sừ dụng Hudson-Odoi ngay từ đầu trong trận đấu tiếp ngay sau đó gặp Atlético Madrid tại Champions League. Kết thúc mùa giải 2020-21, anh cùng Chelsea giành chức vô địch UEFA Champions League.

#### 2021-22
Ngày 11 tháng 8 năm 2021, Hudson-Odoi được đá chính ngay từ đầu tại trận tranh Siêu cúp châu Âu 2021 gặp Villarreal kết thúc với danh hiệu vô địch của Chelsea sau chiến thắng 6-5 trên chấm luân lưu. Ngày 23 tháng 10, anh ghi được một bàn và góp công trong một bàn khác khi Chelsea đè bẹp Norwich 7-0 tại vòng 9 Ngoại hạng Anhg 2021-22. Ngày 23 tháng 11, anh có pha lập công thứ hai trong mùa giải, lần này trong chiến thắng 4-0 trước Juventus tại lượt đấu áp chót bảng H Champions League 2021-22 giúp Chelsea chiếm ngôi đầu bảng H và vé sớm vào vòng 1/8. Ngày 26 tháng 12, anh đem về một quả phạt đền cùng với một đường chuyền thành bàn trong chiến thắng 3-1 trước Aston Villa tại Premier League.
Ngày 8 tháng 1 năm 2022, Hudson-Odoi với cú cứa lòng chân phải từ 25 mét giúp Chelsea dẫn trước Chesterfield 2-0 trong chiến thắng 5-1 chung cuộc ở vòng ba FA Cup 2021-22. Tuy nhiên sau trận đấu với Luton Town F.C. tại vòng 5 FA Cup ngày 2 tháng 3 thì mùa giải 2021-22 đã khép lại sớm với Hudson-Odoi do chấn thương chấn thương gân Achilles với tổng cộng 28 lần ra sân cho Chelsea trong mùa giải này.

#### 2022-23: Cho mượn tại Bayer Leverkusen
Ngày 30 tháng 8 năm 2022, Hudson-Odoi chính thức gia nhập Bayer Leverkusen theo một bản hợp đồng cho mượn có thời hạn một mùa giải nhưng Chelsea có quyền gọi anh về trước thời hạn vào tháng 1 năm 2023. Ngay trong trận đầu tiên cho Leverkusen trong cuộc đối đầu với SC Freiburg, anh có một đường chuyền thành bàn cho Patrik Schick nhưng Leverkusen phải chịu thất bại 2-3. Ngày 26 tháng 10, anh ghi bàn thắng đầu tiên cho Bayer Leverkusen trong trận hòa 2–2 trước Atlético Madrid tại vòng bảng UEFA Champions League. Hudson-Odoi kết thúc mùa giải cho mượn tại nước Đức với chỉ 1 bàn thắng sau tổng cộng 21 trận.
Ngày 1 tháng 9 năm 2023, Hudson-Odoi chính thức rời Chelsea sau 16 năm gắn bó, sau khi đã có 16 bàn thắng và 22 kiến tạo trong 126 trận đấu cho đội một Chelsea.

### Nottingham Forest
Ngày 1 tháng 9 năm 2023, Hudson-Odoi chính thức chuyển đến Nottingham Forest theo bản hợp đồng có thời hạn 3 năm với giá trị chuyển nhượng ước tính khoảng 5 triệu £ đến 8 triệu £.

## Sự nghiệp đội tuyển quốc gia
Hudson-Odoi từng là thành viên của các đội trẻ Anh từ cấp độ U-16 đến U-19. Tháng 4 năm 2017, anh được gọi vào đội tuyển U-17 Anh tham dự Giải vô địch bóng đá U-17 châu Âu 2017. Anh ghi bàn trong trận bán kết với U-17 Thổ Nhĩ Kỳ và trong trận chung kết với U-17 Tây Ban Nha, và U-17 Anh chấp nhận về nhì sau khi thua U-17 Tây Ban Nha ở loạt sút luân lưu. Đến tháng 10 năm 2017, tại Giải vô địch bóng đá U-17 thế giới 2017, Odoi đã cùng các đồng đội U-17 Anh phục thù thành công U-17 Tây Ban Nha trong trận chung kết với riêng cá nhân Odoi có 3 đường chuyền thành bàn trong chiến thắng 5-2 của U-17 Anh.
Tháng 3 năm 2019, anh được gọi vào đội tuyển U-21 Anh lần đầu tiên. Tuy nhiên, do đội tuyển Anh gặp nhiều trường hợp chấn thương nên huấn luyện viên Gareth Southgate đã quyết định triệu tập Odoi cho hai trận đấu tại vòng loại Euro 2020 với Cộng hòa Séc và Montenegro. Ngày 22 tháng 3, anh được tung vào sân từ phút 70 trong trận đấu với Cộng hòa Séc để thế chỗ Raheem Sterling. Ở tuổi 18 và 135 ngày, anh trở thành cầu thủ trẻ nhất từng ra sân trong một trận cầu chính thức của tuyển Anh.
Ba ngày sau đó, Odoi lần đầu tiên có mặt trong đội hình xuất phát của đội tuyển Anh trong trận đấu với Montenegro. Đội tuyển Anh giành chiến thắng 5-1, trong đó Odoi có một đường chuyền thành bàn cho người đồng đội ở Chelsea là Ross Barkley.

## Thống kê sự nghiệp

### Câu lạc bộ
Tính đến ngày 9 tháng 11 năm 2019
| Câu lạc bộ          | Mùa giải            | Premier League      | Premier League | Premier League | FA Cup | FA Cup | EFL Cup | EFL Cup | Châu Âu | Châu Âu | Khác | Khác | Tổng cộng | Tổng cộng |
| Câu lạc bộ          | Mùa giải            | Hạng                | Trận           | Bàn            | Trận   | Bàn    | Trận    | Bàn     | Trận    | Bàn     | Trận | Bàn  | Trận      | Bàn       |
| ------------------- | ------------------- | ------------------- | -------------- | -------------- | ------ | ------ | ------- | ------- | ------- | ------- | ---- | ---- | --------- | --------- |
| U-23 Chelsea        | 2017–18             | —                   | —              | —              | —      | —      | —       | —       | —       | —       | 6    | 4    | 6         | 4         |
| Chelsea             | 2017–18             | Premier League      | 2              | 0              | 2      | 0      | 0       | 0       | 0       | 0       | 0    | 0    | 4         | 0         |
| Chelsea             | 2018–19             | Premier League      | 6              | 0              | 0      | 0      | 2       | 1       | 3       | 0       | 0    | 0    | 11        | 1         |
| Chelsea             | Tổng cộng           | Tổng cộng           | 18             | 0              | 4      | 1      | 4       | 1       | 12      | 4       | 1    | 0    | 39        | 6         |
| Tổng cộng sự nghiệp | Tổng cộng sự nghiệp | Tổng cộng sự nghiệp | 18             | 0              | 4      | 1      | 4       | 1       | 12      | 4       | 7    | 4    | 45        | 10        |

### Quốc tế
Tính đến ngày 17 tháng 11 năm 2019
| Đội tuyển quốc gia | Năm       | Trận | Bàn |
| ------------------ | --------- | ---- | --- |
| Anh                | 2019      | 3    | 0   |
| Tổng cộng          | Tổng cộng | 3    | 0   |

## Cuộc sống cá nhân
Hudson-Odoi là cầu thủ đầu tiên ở Ngoại hạng Anh được chẩn đoán dương tính với virus SARS-CoV-2 trong đợt bùng phát dịch COVID-19 tại châu Âu.
Ngày 17 tháng 5 năm 2020, anh bị cảnh sát Anh tạm giữ sau khi một cô gái mà anh mời đến nhà riêng cáo buộc anh có hành vi hiếp dâm cô ta. Cảnh sát sau đó đã cho Hudson-Odoi được tại ngoại và trở về căn hộ của anh để tiếp tục điều tra. Sau đó, anh đã xác nhận trên mạng xã hội là sau một cuộc điều tra đầy đủ và kỹ lưỡng, cảnh sát Anh đã xác nhận sẽ không hành động gì thêm đối với cáo buộc hiếp dâm nói trên.

## Danh hiệu

### Câu lạc bộ

#### Chelsea
- UEFA Europa League: 2018–19
- UEFA Champions League: 2020–21
- UEFA Super Cup: 2021
- FIFA Club World Cup: 2021

### Đội tuyển quốc gia
U-17 Anh
- Giải vô địch bóng đá U-17 thế giới: 2017